# Triatlón en los Juegos Olímpicos de Tokio 2020
El triatlón en los Juegos Olímpicos de Tokio 2020 se realizó en las instalaciones del Parque Marítimo de Odaiba en Tokio del 26 al 31 de julio de 2021.
En total fueron disputadas en este deporte tres pruebas diferentes, una masculina, una femenina y un relevo mixto. El programa de competiciones se modificó en relación con la edición anterior, la prueba de relevo mixto fue añadida al programa.

## Medallistas
| Evento                     | Oro                                                                                             | Plata                                                                                     | Bronce                                                                                   |
| -------------------------- | ----------------------------------------------------------------------------------------------- | ----------------------------------------------------------------------------------------- | ---------------------------------------------------------------------------------------- |
| Masculino (26 de julio)    | Kristian Blummenfelt · Noruega · 1:45:04                                                        | Alex Yee · Reino Unido · 1:45:15                                                          | Hayden Wilde · Nueva Zelanda · 1:45:24                                                   |
| Femenino (27 de julio)     | Flora Duffy · Bermudas · 1:55:36                                                                | Georgia Taylor-Brown · Reino Unido · 1:56:50                                              | Katie Zaferes · Estados Unidos · 1:57:03                                                 |
| Relevo mixto (31 de julio) | Jessica Learmonth · Jonathan Brownlee · Georgia Taylor-Brown · Alex Yee · Reino Unido · 1:24:41 | Katie Zaferes · Kevin McDowell · Taylor Knibb · Morgan Pearson · Estados Unidos · 1:23:55 | Léonie Périault · Dorian Coninx · Cassandre Beaugrand · Vincent Luis · Francia · 1:24:04 |

### Masculino
| Puesto            | Triatleta            | País           |       |       |       | Final   |
| ----------------- | -------------------- | -------------- | ----- | ----- | ----- | ------- |
| Medalla de oro    | Kristian Blummenfelt | Noruega        | 18:04 | 56:19 | 29:34 | 1:45:04 |
| Medalla de plata  | Alex Yee             | Reino Unido    | 18:09 | 56:17 | 29:44 | 1:45:15 |
| Medalla de bronce | Hayden Wilde         | Nueva Zelanda  | 18:17 | 56:07 | 29:52 | 1:45:24 |
| 4                 | Marten Van Riel      | Bélgica        | 17:45 | 56:37 | 30:21 | 1:45:52 |
| 5                 | Jonathan Brownlee    | Reino Unido    | 17:49 | 56:38 | 30:22 | 1:45:53 |
| 6                 | Kevin McDowell       | Estados Unidos | 18:29 | 55:56 | 30:24 | 1:45:54 |
| 7                 | Bence Bicsák         | Hungría        | 17:55 | 56:26 | 30:24 | 1:45:56 |
| 8                 | Gustav Iden          | Noruega        | 18:24 | 55:59 | 30:29 | 1:46:00 |

### Femenino
| Puesto            | Triatleta            | País           |       |         |       | Final   |
| ----------------- | -------------------- | -------------- | ----- | ------- | ----- | ------- |
| Medalla de oro    | Flora Duffy          | Bermudas       | 18:32 | 1:02:49 | 33:00 | 1:55:36 |
| Medalla de plata  | Georgia Taylor-Brown | Reino Unido    | 18:31 | 1:03:11 | 33:52 | 1:56:50 |
| Medalla de bronce | Katie Zaferes        | Estados Unidos | 18:28 | 1:02:51 | 34:27 | 1:57:03 |
| 4                 | Rachel Klamer        | Países Bajos   | 19:17 | 1:03:05 | 34:09 | 1:57:48 |
| 5                 | Léonie Périault      | Francia        | 19:13 | 1:03:13 | 34:06 | 1:57:49 |
| 6                 | Nicola Spirig        | Suiza          | 19:32 | 1:02:50 | 34:28 | 1:58:05 |
| 7                 | Alice Betto          | Italia         | 19:14 | 1:03:11 | 34:42 | 1:58:22 |
| 8                 | Laura Lindemann      | Alemania       | 18:36 | 1:02:46 | 35:48 | 1:58:24 |

### Relevo mixto
| Puesto            | País           | R1    | R2    | R3    | R4    | Final   |
| ----------------- | -------------- | ----- | ----- | ----- | ----- | ------- |
| Medalla de oro    | Reino Unido    | 21:16 | 20:03 | 21:54 | 20:28 | 1:23:41 |
| Medalla de plata  | Estados Unidos | 21:14 | 20:14 | 22:06 | 20:21 | 1:23:55 |
| Medalla de bronce | Francia        | 21:40 | 20:09 | 21:57 | 20:18 | 1:24:04 |
| 4                 | Países Bajos   | 21:18 | 20:23 | 22:25 | 20:28 | 1:24:34 |
| 5                 | Bélgica        | 21:50 | 20:08 | 22:08 | 20:30 | 1:24:36 |
| 6                 | Alemania       | 21:15 | 20:27 | 22:24 | 20:34 | 1:24:40 |
| 7                 | Suiza          | 22:00 | 20:23 | 22:24 | 20:40 | 1:25:27 |
| 8                 | Italia         | 21:48 | 20:25 | 22:45 | 21:25 | 1:26:23 |

## Medallero
| Núm. | País           | Oro | Plata | Bronce | Total |
| ---- | -------------- | --- | ----- | ------ | ----- |
| 1    | Reino Unido    | 1   | 2     | 0      | 3     |
| 2    | Bermudas       | 1   | 0     | 0      | 1     |
| 3    | Noruega        | 1   | 0     | 0      | 1     |
| 4    | Estados Unidos | 0   | 1     | 1      | 2     |
| 5    | Francia        | 0   | 0     | 1      | 1     |
| 5    | Nueva Zelanda  | 0   | 0     | 1      | 1     |
|      | TOTAL          | 3   | 3     | 3      | 9     |